# Nomexy
Nomexy település Franciaországban, Vosges megyében. Lakosainak száma 1927 fő (2022. január 1.). Nomexy Châtel-sur-Moselle, Frizon, Igney, Portieux, Vaxoncourt és Vincey községekkel határos.

## Népesség
A település népességének változása:
| Lakosok száma | 2192 | 2128 | 2137 | 2097 | 2054 | 2005 | 1955 | 1951 | 1927 |
|               | 2013 | 2015 | 2016 | 2017 | 2018 | 2019 | 2020 | 2021 | 2022 |